# ماچکه سفلی
ماچکه سفلی(ها ):شغل اصلی مردم ماچکه سفلی کشاوزی وباغداری است.، روستایی از توابع بخش مرکزی شهرستان سنندج در استان کردستان ایران است. این روستا با بخش مرکزی سنندج ۶۶کیلومتر‌ ۷۵ دقیقه وبا شهرستان دهگلان۳۷کیلومتر‌ ۳۷دقیقه‌ فاصله دارد

## جمعیت
این روستا در دهستان حسین آباد جنوبی قرار دارد و براساس سرشماری مرکز آمار ایران در سال ۱۳۸۵، جمعیت آن ۲۸۵ نفر (۷۰خانوار) بوده‌است.